# 88. Infanterie-Division (Wehrmacht)
La 88. Infanterie-Division fu una divisione dell'esercito tedesco attiva durante la seconda guerra mondiale, venne formata nel 1939, partecipò alla Campagna di Francia e combatté lungo il Fronte Orientale per poi ritirarsi fino in Polonia dove venne decimata e successivamente sciolta.

## Storia

### Le origini e la campagna di Francia[1]
La divisione fu costituita il 1º dicembre 1939 presso Grafenwöhr, era formata da personale dei distretti di Monaco, Norimberga, Vienna e Sankt Wendel, era inoltre equipaggiata con armi ceche. A metà gennaio 1940 la divisione fu trasferita nell'Alto Palatinato e a metà maggio si trasferì nella zona di Treviri come riserva e da lì, a partire dal 16 maggio marciò attraverso il Lussemburgo e la Francia settentrionale fino alla Marna. Il 12 giugno 1940, la divisione ebbe il suo battesimo del fuoco presso la zona di Dormans, successivamente inseguì le unità francesi in ritirata verso la Loira; dopo la fine della campagna di Francia, rimase sulla Loira, nella zona di Bourges, fino al 1º luglio, quando tornò in patria. La divisione fu messa in congedo dall'agosto 1940 al febbraio 1941; all'inizio di marzo si trasferì di nuovo in Francia e assunse la sicurezza costiera dal confine spagnolo fino a Biscarosse. 

### Il fronte orientale[1]
Il 12 dicembre 1941 la divisione fu sostituita dalla 333. Infanterie-Division e dalla 708. Infanterie-Division e venne schierata lungo il fronte orientale e Il 22 dicembre il quartier generale della divisione arrivò a Przemysl. Parte della divisione fu schierata nell'area a est di Kursk dove subì perdite significative nei pesanti combattimenti difensivi e nei mesi successivi le singole unità della divisione furono schierate separatamente nell'area Kharkov-Kursk. 
Fu solo all'inizio di giugno 1942 che la divisione fu ricomposta nell'area a ovest di Kursk ed il 19 giugno, iniziò il suo dispiegamento per l'operazione Blu una grande offensiva tedesca nel Caucaso. Dopo l'inizio dell'offensiva il 3 luglio la divisione attraversò il Kschen e poi avanzò verso Alekseewka e successivamente, il 5 luglio, avanzò verso il Monte Olimpo, dove la sua avanzata si è fermò. Il 17 dicembre la divisione fu trasferita nell'area del Don  e del Voronezh e dopo l'inizio della controffensiva russa sul Volkhov nel 1943 dovette ritirarsi subendo pesanti perdite.

### Rinnovamento e fine guerra[2]
Dopo essere sfuggita alla sacca di Cherkassy, la divisione fu rinnovata tra 28 febbraio e il 15 maggio 1944 e a giugno tornò in linea; a metà luglio, dopo una serie di offensive, le forze tedesche furono respinte nella Polonia meridionale, questo fu un periodo di ritirata costante per la divisione che dopo notevoli sforzi riuscì finalmente a stabilizzare il fronte entro settembre. La divisione fu smembrata nell'ansa della Vistola vicino a Baranow nel gennaio 1945 e ufficialmente sciolta il 28 marzo; i suoi sopravvissuti furono assorbiti da altre unità.

## Ordine di battaglia
88. Infanterie-Regiment 1939
- Infanterie-Regiment 245
- Infanterie-Regiment 246
- Infanterie-Regiment 248
- Artillerie-Regiment 188
- Pionier-Bataillon 188
- Panzerabwehr-Abteilung 188
- Infanterie-Divisions-Nachrichten-Abteilung 188
- Infanterie-Divisions-Nachschubführer 188

88. Infanterie-Division Ende 1943
- Grenadier-Regiment 245
- Grenadier-Regiment 248
- Divisions-Gruppe 323
- Divisions-Füsilier-Bataillon 88
- Feldersatz-Bataillon 188
- Artillerie-Regiment 188
- Pionier-Bataillon 188
- Panzerjäger-Abteilung 188
- Infanterie-Divisions-Nachrichten-Abteilung 188
- Infanterie-Divisions-Nachschubführer 188

88. Infanterie-Division Mai 1944
- Grenadier-Regiment 110
- Grenadier-Regiment 245
- Grenadier-Regiment 248
- Artillerie-Regiment 188
- Pionier-Bataillon 188
- Divisions-Füsilier-Bataillon 88
- Feldersatz-Bataillon 188
- Artillerie-Regiment 188
- Pionier-Bataillon 188
- Panzerjäger-Abteilung 188
- Infanterie-Divisions-Nachrichten-Abteilung 188
- Infanterie-Divisions-Nachschubführer 188

## Decorazioni
Alcuni soldati della 88. Infanterie-division furono premiati per le loro azioni in guerra:
- Croce Tedesca
  - in oro: 12
- Croce di Cavaliere della croce di ferro: 4
  - Croce di Cavaliere con foglie di quercia: 1

- Distintivo per combattimenti ravvicinati:
  - in oro: 4

## Comandanti
- Generalmajor Georg Lang (1º dicembre 1939 - 2 febbraio 1940)
- General der Infanterie Friedrich Gollwitzer  (2 febbraio 1940 - 10 marzo 1943)
- Generalleutnant Heinrich Roth (10 marzo 1943 - 5 novembre 1943)
- Generalleutnant Georg von Rittberg (5 novembre 1943 - 8 gennaio 1945)
- Generalmajor Carl Anders (8 gennaio 1945 - 28 marzo 1945)[1]